# Campeonato Africano de Atletismo de 2012 - 800 m masculino
A prova dos 800 metros masculino do Campeonato Africano de Atletismo de 2012 foi disputada entre os dias 28 e 29 de junho de 2012 no Estádio Charles de Gaulle em Porto Novo,  no Benim. 

## Recordes
Antes desta competição, os recordes mundiais e do campeonato nesta prova eram os seguintes:
|                       | Nome          | Nacionalidade | Tempo     | Local   | Data                 |
| --------------------- | ------------- | ------------- | --------- | ------- | -------------------- |
| Recorde mundial       | David Rudisha | Quênia        | 1m 41s 01 | Rieti   | 29 de agosto de 2010 |
| Recorde do campeonato | David Rudisha | Quênia        | 1m 42s 84 | Nairóbi | 30 de julho de 2010  |
| Recorde africano      | David Rudisha | Quênia        | 1m 41s 01 | Rieti   | 29 de agosto de 2010 |

## Medalhistas
| Ouro                    | Prata                | Bronze             |
| Taoufik Makhloufi (ALG) | Anthony Chemut (KEN) | André Oliver (RSA) |

## Cronograma
Todos os horários são locais (UTC+1).
| Data        | Hora  | Evento  |
| ----------- | ----- | ------- |
| 28 de junho | 15:30 | Bateria |
| 29 de junho | 16:30 | Final   |

## Resultados

### Bateria
Qualificação: 2 atletas de cada bateria (Q) mais os 2 melhores qualificados (q).
| Posição | Bateria | Raia | Atleta                   | Nacionalidade    | Tempo   | Notas            |
| ------- | ------- | ---- | ------------------------ | ---------------- | ------- | ---------------- |
| 1       | 2       | 1    | Taoufik Makhloufi        | Argélia          | 1:46.15 | Q                |
| 2       | 3       | 4    | André Oliver             | África do Sul    | 1:46.63 | Q                |
| 3       | 2       | 6    | Anthony Chemut           | Quênia           | 1:46.78 | Q                |
| 4       | 2       | 2    | Shiferaw Wola            | Etiópia          | 1:47.27 | q                |
| 5       | 2       | 4    | Isaac Seokle             | Botswana         | 1:47.90 | q                |
| 6       | 3       | 7    | Cornelious Kiplagat      | Quênia           | 1:47.92 | Q                |
| 7       | 3       | 2    | Julius Mutekanga         | Uganda           | 1:48.66 |                  |
| 8       | 1       | 1    | Moussa Camara            | Mali             | 1:48.71 | Q                |
| 9       | 1       | 8    | Mamush Lencha            | Etiópia          | 1:48.98 | Q                |
| 10      | 1       | 3    | Severin Sahinkuye        | Burundi          | 1:49.13 |                  |
| 11      | 3       | 8    | Esrael Awoke             | Etiópia          | 1:49.18 |                  |
| 12      | 1       | 6    | Lumax Selasi             | Gana             | 1:49.29 |                  |
| 13      | 1       | 5    | Rynhardt van Rensburg    | África do Sul    | 1:50.12 |                  |
| 14      | 2       | 5    | Mor Seck                 | Senegal          | 1:50.17 |                  |
| 15      | 3       | 1    | Daniel Nghipandula       | Namíbia          | 1:50.85 |                  |
| 16      | 2       | 8    | Tarek Eshebli            | Líbia            | 1:51.86 |                  |
| 17      | 3       | 6i   | Omar Jammeh              | Gâmbia           | 1:52.96 |                  |
| 18      | 2       | 3    | Mahazou Alassane         | Benim            | 1:52.98 |                  |
| 19      | 3       | 3    | Jacouba Boubacar Soumana | Níger            | 1:54.42 |                  |
| 20      | 1       | 4    | Ali Ahmed Mohamed        | Djibuti          | 1:54.85 |                  |
| 21      | 3       | 5    | Ramadhan Hamed           | Líbia            | 1:55.16 |                  |
| 22      | 3       | 6e   | Benjamín Enzema          | Guiné Equatorial | 1:56.23 | Recorde nacional |
| 23      | 1       | 2    | Mathieu Kiplagat Sawe    | Quênia           | 1:56.29 |                  |
| 99      | 1       | 7    | Nigel Amos               | Botswana         | DNS     |                  |
| 99      | 2       | 7    | Abdelkerim Mohammed      | Eritreia         | DNS     |                  |

### Final
| Posição           | Raia | Atleta               | Nacionalidade | Tempo   | Notas |
| ----------------- | ---- | -------------------- | ------------- | ------- | ----- |
| Medalha de ouro   | 3    | Taoufik Makhloufi    | Argélia       | 1:43.88 |       |
| Medalha de prata  | 4    | Anthony Chemut       | Quênia        | 1:44.53 |       |
| Medalha de bronze | 5    | André Oliver         | África do Sul | 1:45.09 |       |
| 4                 | 6    | Cornelious Kiplagat  | Quênia        | 1:47.83 |       |
| 5                 | 1    | Shiferaw Wola        | Etiópia       | 1:48.26 |       |
| 6                 | 7    | Isaac Seokle         | Botswana      | 1:48.39 |       |
| 7                 | 2    | Mamush Lencha Shirko | Etiópia       | 1:48.98 |       |
| 8                 | 8    | Moussa Camara        | Mali          | 1:49.12 |       |

Legenda
| Recorde mundial       | Recorde mundial (World record)               |                       | Recorde africano                      | Recorde africano (African) |                                           | Q | Classificado por posição (Qualified) |
| Recorde do campeonato | Recorde do campeonato (Championship record)  | Recorde da América    | Recorde da América (Americas)         | q                          | Classificado por melhor tempo (Qualified) |   |                                      |
| Melhor marca do ano   | Melhor marca do ano (World leading)          | Recorde asiático      | Recorde asiático (Asian)              | DNS                        | Não largou (Did not start)                |   |                                      |
| Recorde nacional      | Recorde nacional (National record)           | Recorde europeu       | Recorde europeu (European)            | DNF                        | Não terminou (Did not finish)             |   |                                      |
| Recorde pessoal       | Recorde pessoal do atleta (Personal best)    | Recorde da Oceania    | Recorde da Oceania (Oceania)          | DSQ / DQ                   | Desclassificado (Disqualified)            |   |                                      |
| Recorde da temporada  | Recorde da temporada do atleta (Season best) | Recorde sul-americano | Recorde sul-americano (South America) | NM                         | Sem marca (No mark)                       |   |                                      |